# Sötét energia

A világegyetem nagyrészt sötét energia

A kozmológiában a sötét energia az a feltételezett energiaforma, mely az egész Világegyetemben jelen van, erős antigravitációs hatást, más szóval negatív nyomást fejt ki. Az általános relativitáselmélet szerint a negatív nyomás nagy távolságokon a gravitációs vonzást semlegesíti. Ez jelenleg a legelfogadottabb elmélet annak a megfigyelésnek a magyarázatára, hogy a világegyetem gyorsulva tágul.
Két lehetőséget ismerünk a sötét energia magyarázatára. Az egyik a kozmológiai állandó, egy konstans energiasűrűség, amely egyenletesen tölti ki a teret, a másik a kvintesszencia, egy dinamikus erőtér, melynek az energiája térben és időben változhat. A kettő közötti különbségtételhez nagyon pontosan kell mérni a világegyetem tágulását, hogy megértsük, hogyan változik a tágulás sebessége az időben.
Ha a kozmológia standard elméletéhez hozzáadjuk a kozmológiai konstanst, akkor a Lambda-CDM modellhez jutunk. Ez a modell nagyon jól egyezik a csillagászati megfigyelésekkel.
A sötét energia kifejezés Michael Turner kozmológustól származik.

## Bizonyítékok a sötét energia létezésére
Paál György csillagász és munkatársai 1992-ben közöltek egy cikket, melyben a galaxisok távolságainak legújabb eredményéből a kozmológiai állandó értékét {\displaystyle \Omega _{\Lambda }\simeq 2/3}-ban határozták meg. Ugyanez a magyar kutatócsoport a rádio- és optikai kvazárok vöröseltolódás-adatait is használva ismételten kimutatta a sötét energia létezését.
Az 1990-es évek végén az Ia típusú szupernóvák megfigyeléséből szintén arra következtettek, hogy a Világegyetem tágulása gyorsul. Ezen felfedezésért 2011-ben Saul Perlmuttert, Brian P. Schmidtet és Adam Riesst Nobel-díjjal jutalmazták. A 2000-es évek elején ezeket a megfigyeléseket különböző források is megerősítették: a kozmikus mikrohullámú háttérsugárzás, a gravitációs lencsék, a Világegyetem kora, az ősrobbanás során fellépő nukleoszintézis (atommagkialakulás), a Világegyetem nagyléptékű szerkezete, a Hubble-állandó mérései, valamint a szupernóvák pontosított mérései. 

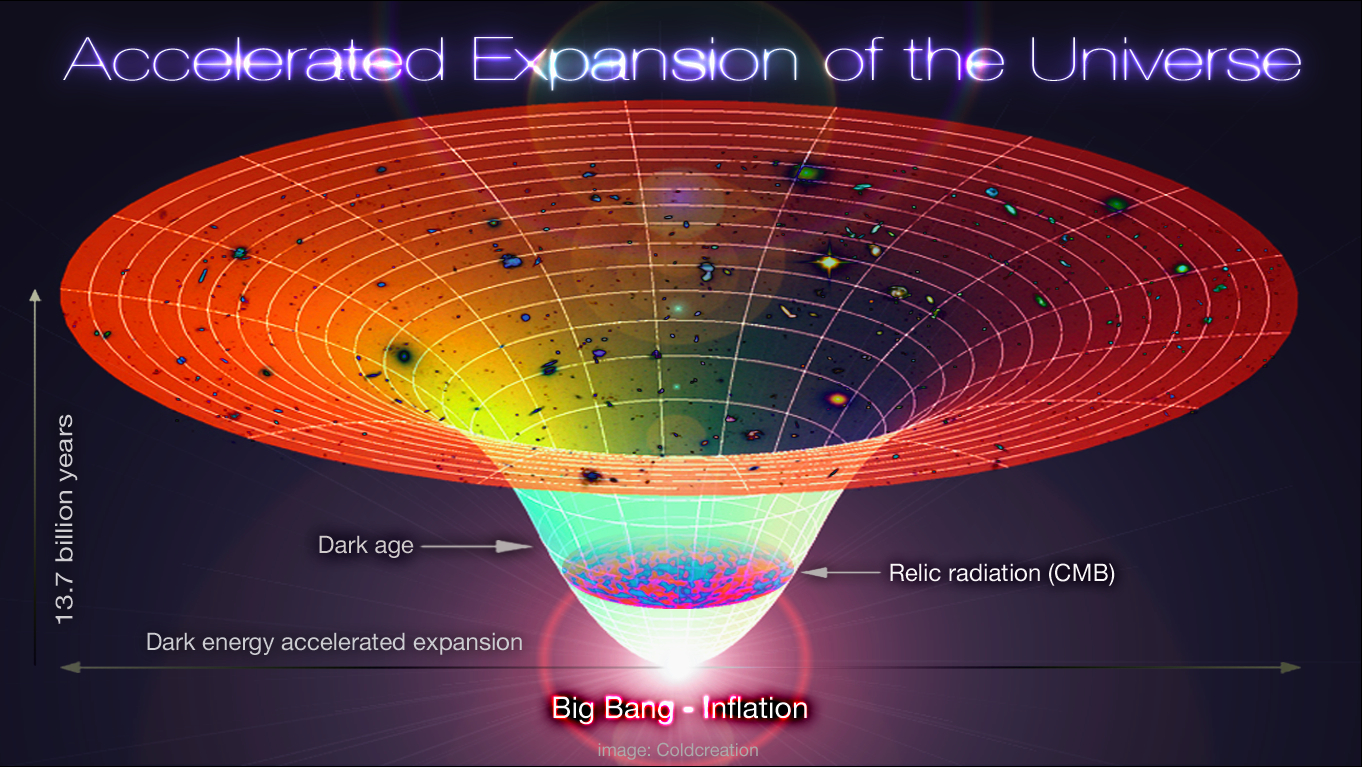
A kozmikus mikrohullámú háttérsugárzás COBE és WMAP műhold általi mérése szerint a világegyetem nagyon közel van a síkhoz

Az Ia típusú szupernóvák közvetlen bizonyítékot szolgáltatnak a sötét energiára. A távolodó égitestek radiális sebességét a színképvonalaik vöröseltolódásából meghatározhatjuk. Egy égitest Földtől való távolságának meghatározása a csillagászat egyik legnehezebb feladata. Standard gyertyákat kell találni: olyan égitesteket, melyeknek abszolút fényessége ismert, így a kérdéses égitest fényességéből a távolsága meghatározható. Standard gyertyák nélkül a Hubble-törvény vöröseltolódás-távolság kapcsolata nem mérhető (nincs távolság adat). Az Ia típusú szupernóvák a legjobb standard gyertyák a kozmológiai megfigyelések számára, mert nagyon fényesek, és csak akkor robbannak fel, ha egy öreg fehér törpe csillag eléri az elméletileg pontosan meghatározott Chandrasekhar-határt. Ha a szupernóvák sebességét felrajzoljuk a távolságuk függvényében, akkor megkaphatjuk, hogyan változott a tágulás mértéke a világegyetem történetében. Ezek a megfigyelések azt mutatják, hogy a világegyetem tágulása nem lassul, ahogy az egy olyan világegyetemtől elvárható lenne, amelyben az anyag van túlsúlyban, hanem rejtélyes módon gyorsulva tágul. Ezt a megfigyelést egyfajta negatív nyomású energia feltételezésével lehet magyarázni, melyet sötét energiának neveztek el.
A sötét energia létezése bármelyik formájában megoldaná az úgynevezett „hiányzó tömeg” problémát is. A ősrobbanáskor lezajlott nukleoszintézis elmélete magyarázza meg, hogy milyen módon és milyen arányban alakultak ki a könnyű elemek, mint a hélium, deutérium és a lítium a korai Világegyetemben. 
A kozmosz nagy skálájú szerkezetének elmélete magyarázza meg, hogy milyen módon alakult ki a világegyetem szerkezete, a csillagok, kvazárok, galaxisok és a galaxishalmazok. Mindkét elmélet azt sugallja, hogy a barionos anyag és a hideg sötét anyag csak a kritikus sűrűség mintegy 26-30%-a. A kritikus sűrűség az a sűrűség, melynél a világegyetem alakja sík (ez nem azt jelenti, hogy kétdimenziós, hanem hogy a görbülete nulla). A kozmikus mikrohullámú háttérsugárzás COBE és WMAP műhold általi mérése szerint a világegyetem nagyon közel van a síkhoz. Eszerint tehát a sűrűség fennmaradó 70-74%-át valamilyen energiának szolgáltatnia kell.

## Lásd még
- Friedmann–Lemaître–Robertson–Walker-metrika
- Sötét anyag

## Külső hivatkozások
- Jéki László: Sötét anyag - sötét energia - Hetedhéthatár
- Mysterious force's long presence - BBC
- physicsworld.com: Dark energy dates back nine billion years
- A sötét energia felfedezéséért járt a fizikai Nobel-díj 2011-ben
- Anaglif 3D-s interaktív Java szimuláció égitestek mozgásáról a sötét energia hatásának érzékeltetésével[halott link]. Szerző: Paul Lutus